# TT341
La tombe thébaine TT 341 est située à Cheikh Abd el-Gournah, dans la nécropole thébaine, sur la rive ouest du Nil, face à Louxor en Égypte.
C'est la sépulture de Nakht-Amon (Nht-Jmn), chef des prêtres du sanctuaire au Ramesséum.